# Список смертников: Тёмный волк
«Спи́сок сме́ртников: Тёмный волк» (англ. The Terminal List: Dark Wolf) — американский телесериал в жанре триллера и драмы, основанный на романе Джека Карра. Является приквелом сериала «Список смертников» 2022 года. Премьера состоится 27 августа 2025 года на стриминговой платформе Amazon Prime Video.

## Сюжет
В центре сюжета — история Бена Эдвардса, старшины Центра специальных операций ЦРУ и событий, предшествующих сериалу «Список смертников».

## В ролях
- Тейлор Китч — Бен Эдвардс
- Крис Прэтт — Джеймс Рис
- Том Хоппер — Рейф Хастингс
- Джаред Шо — Эрнест «Бузер» Викерс
- Люк Хемсворт — Джулс Лэндри
- Дар Салим — Мохаммед Фарук
- Роберт Уиздом — Джед Хаверфорд
- Рона-Ли Шимон — Элиза Пераш
- Шираз Царфати — Тэл Вэрон

## Эпизоды
| № | Название | Режиссёр       | Автор сценария            | Дата премьеры    |
| - | -------- | -------------- | ------------------------- | ---------------- |
| 1 | TBA      | Фредерик Той   | Дэвид Деджилио, Джек Карр | 27 августа 2025  |
| 2 | TBA      | Фредерик Той   | Макс Адамс                | 27 августа 2025  |
| 3 | TBA      | Лиз Фридлендер | Наоми Иидзука, Макс Адамс | 27 августа 2025  |
| 4 | TBA      | Лиз Фридлендер | Кенни Шерд                | 3 сентября 2025  |
| 5 | TBA      | Пол Кэмерон    | Хенна Секандер            | 10 сентября 2025 |
| 6 | TBA      | Пол Кэмерон    | Джаред Шо, Макс Адамс     | 17 сентября 2025 |
| 7 | TBA      | Пол Кэмерон    | Джек Карр, Дэвид Деджилио | 24 сентября 2025 |

## Производство
В феврале 2023 года стало известно, что компания Amazon Prime Video начала разработку приквела сериала «Список смертников» 2022 года, главную роль в котором исполнит Тейлор Китч.
В январе 2024 года было объявлено название сериала — «Список смертников: Тёмный волк».
Съёмки начались 13 марта 2024 года.

## Премьера
Первые три эпизода выйдут 27 августа 2025 года на стриминговой платформе Amazon Prime Video. Всего выйдет 7 эпизодов, финальный — 24 сентября 2025 года.